# 5-й Лісовий провулок (Житомир)
5-й Лісовий провулок — провулок в Богунському районі Житомира.

## Розташування
Знаходиться на Богунії. Бере початок від 3-го Лісового провулку і завершується у проїзді, що розмежовує житлові квартали та лісовий масив.

## Історія
Провулок та його забудова формувалися протягом 1950 — 1960 рр. 
У 1958 році провулок отримав назву 5-й Лісний провулок. Назва провулка походить від тодішньої назви вулиці Героїв Базару — Лісної 
У 2022 році уточнено назву провулку відповідно до українського правопису.